# Abu Baker Al Siddique
Abu Baker Al Siddique (in arabo أبوبكر الصديق, ʾĀbūbkr āl-Ṣddīq) è una stazione della metropolitana di Dubai della linea verde. Venne inaugurata il 9 settembre 2011 e aperta al pubblico il giorno successivo.